# Prosopocera albomarmorata
Prosopocera albomarmorata är en skalbaggsart som beskrevs av Stefan von Breuning 1936. 
Prosopocera albomarmorata ingår i släktet Prosopocera och familjen långhorningar. Inga underarter finns listade i Catalogue of Life.